# Phylidorea melanura
Phylidorea melanura là một loài ruồi trong họ Limoniidae. Chúng phân bố ở miền Cổ bắc.